# Bunkka
Bunkka è il primo album in studio del DJ inglese Paul Oakenfold, pubblicato nel 2002.

## Tracce
1. Ready Steady Go (con Asher D) – 4:13
2. Southern Sun (con Carla Werner) – 6:57
3. Time of Your Life (con Perry Farrell) – 4:17
4. Hypnotised (con Tiff Lacey) – 6:34
5. Zoo York - 5:25
6. Nixon's Spirit (con Hunter S. Thompson) – 2:48
7. Hold Your Hand (con Emilíana Torrini) – 3:39
8. Starry Eyed Surprise (con Shifty Shellshock) – 3:48
9. Get Em Up (con Ice Cube) – 3:50
10. Motion (con Grant-Lee Phillips) – 6:24
11. The Harder They Come (con Nelly Furtado & Tricky) – 3:50
12. Mortal (UK Bonus Track) - 6:42